# Plantage Middenlaan

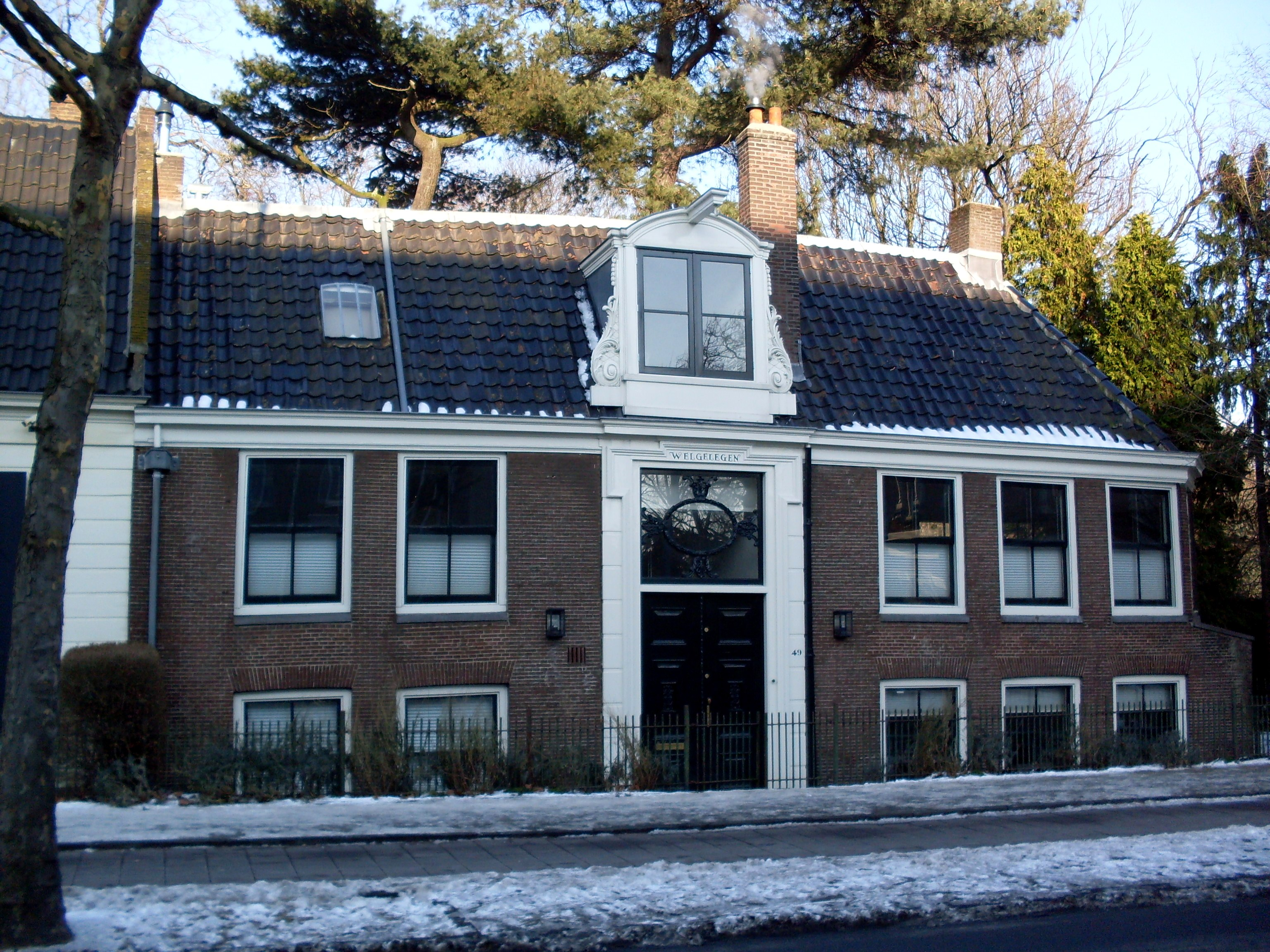
Vue du numéro 49 de la rue.

Plantage Middenlaan est une rue de l'arrondissement Centrum d'Amsterdam, aux Pays-Bas. 

## Situation et accès
Elle constitue l'artère centrale du quartier du Plantage.  Elle est située dans le prolongement de la Muiderstraat, et puis se dirige vers le sud-est en direction de Alexanderplein. La Plantage Kerklaan lui est perpendiculaire.

## Historique
Elle fut aménagée dans le cadre du quatrième plan d'expansion de la ville de 1658.

## Bâtiments remarquables et lieux de mémoire
Les bâtiments les plus célèbres qui y sont situés sont le Hollandsche Schouwburg (« Théâtre de Hollande »), les Desmet Studio's Amsterdam ainsi que l'ancienne porte médiévale de Muiderpoort. 
Le zoo municipal de l'Artis, qui est l'un des plus vieux au monde ainsi que le Jardin botanique d'Amsterdam (Hortus Botanicus Amsterdam) s'y trouvent également.